# Fame (serie de televisión de 1982)
Fama (Fame, en su título original) es una serie de televisión estadounidense emitida entre 1982 y 1987.

## Argumento
La serie es una continuación para la pequeña pantalla de la película Fama, dirigida por Alan Parker en 1980. La serie contó con buena parte del reparto de la versión cinematográfica.
Se narraban las peripecias, desventuras, esfuerzos, éxitos y frustraciones de los profesores y ls alumnos de la Escuela de Arte de Nueva York (New York City High School for the Performing Arts). Los jóvenes aspirantes a artistas debían formarse en las más variadas disciplinas: danza, canto, literatura, interpretación hasta conseguir el éxito ansiado.
Cada episodio comenzaba con unas palabras de Lydia, la profesora de baile (interpretada por Debbie Allen), que resumían la filosofía que alimentaba las tramas y que se hicieron muy populares en su momento: Tenéis muchos sueños, buscáis la fama. Pero la fama cuesta y aquí es donde vais a empezar a pagar. Con sudor.

## Repercusiones
Los jóvenes intérpretes de la serie alcanzaron una enorme popularidad tanto dentro como fuera de Estados Unidos, y se organizaron giras de conciertos en directo, incluso después de la cancelación de la serie.
El tema principal de la serie es el mismo de la película. Estaba interpretado por Irene Cara y fue uno de los éxitos comerciales más importantes del mercado musical en los años ochenta.
También se ha realizado un musical de Broadway, titulado precisamente Fame y estrenado en 1996.

## Reparto
Aunque los personajes del profesorado fueron bastante estables, hubo mucha rotación entre los alumnos de la Academia, y con la excepción de los personajes de Danny Amatullo y Leroy Johnson, ningún estudiante se mantuvo en la serie a lo largo de las seis temporadas:

### Profesores
| Actor              | Personaje                                                           |
| ------------------ | ------------------------------------------------------------------- |
| Debbie Allen       | Lydia Grant. Profesora de danza                                     |
| Albert Hague       | Benjamin Shorofsky. Profesor de música de origen polaco             |
| Graham Jarvis      | Principal Bob Dyrenforth (episodios 98-136). Director de la escuela |
| Carol Mayo Jenkins | Elizabeth Sherwood (temporadas 1-5). Profesora de Literatura        |
| Ann Nelson         | Mrs. Gertrude Berg (episodios 66-136). Secretaria y conserje        |
| Eric Pierpoint     | Paul Seeger (episodios 115-136)                                     |
| Morgan Stevens     | David Reardon (temporadas 2, 3 y 4). Profesor de teatro             |
| Ken Swofford       | Quentin Morloch (episodios 40-97). Director de la Academia          |
| Michael Thoma      | Greg Crandall (temporada 1). Profesor de teatro                     |

### Alumnos
| Actor                                                             | Personaje                                                                                                   |
| ----------------------------------------------------------------- | --- |
| Gene Anthony Ray                                                  | Leroy Johnson (temporadas 1–6). Uno de los mejores bailarines de la academia                                |
| Carlo Imperato                                                    | Danny Amatullo (temporadas 1–6). Actor sobre todo dotado para la comedia                                    |
| Valerie Landsburg                                                 | Doris Schwartz (temporadas 1–4). Actriz con dotes de canto                                                  |
| Lee Curreri                                                       | Bruno Martelli (temporadas 1–3). Pianista y compositor                                                      |
| Erica Gimpel Archivado el 8 de agosto de 2020 en Wayback Machine. | Coco Hernández (temporadas 1–3)                                                                             |
| Lori Singer                                                       | Julie Miller (temporadas 1–2). Violoncelista                                                                |
| P.R. Paul                                                         | Montgomery MacNeil (temporada 1). Actor con ambiciones empresariales                                        |
| Billy Hufsey                                                      | Christopher Donlon (temporadas 3–6). Bailarín                                                               |
| Cynthia Gibb                                                      | Holly Laird (temporadas 3–5). Actriz de gran belleza                                                        |
| Jesse Borrego                                                     | Jesse Velasquez (temporadas 4–6). Bailarín mexicano                                                         |
| Nia Peeples                                                       | Nicole Chapman (temporadas 4–6). Bailarina y cantante. Muere en la sexta temporada en un accidente de coche |
| Janet Jackson                                                     | Cleo Hewitt (temporada 4)                                                                                   |
| Carrie Hamilton                                                   | Reggie Higgins (temporadas 5–6)                                                                             |
| Loretta Chandler                                                  | Dusty Tyler (temporadas 5–6)                                                                                |
| Page Hannah                                                       | Kate Riley (temporada 5)                                                                                    |
| Elisa Heinsohn                                                    | Jillian Beckett (temporada 6)                                                                               |
| Michael Cerveris                                                  | Ian Ware (temporada 6)                                                                                      |
| Olivia Barash                                                     | Maxie Sharp (temporada 6)                                                                                   |

### Secundarios
| Actor             | Personaje                                                 |
| ----------------- | --------------------------------------------------------- |
| Carmine Caridi    | Angelo Martelli (temporadas 1–2). Padre de Bruno          |
| Michael DeLorenzo | Michael (temporadas 1–3)                                  |
| Denny Dillon      | Corky (temporada 6)                                       |
| David Greenlee    | Dwight Mendenhall (temporadas 2–5). Intérprete de helicón |
| Robert Romanus    | Miltie Horowitz (temporadas 5–6)                          |
| Carolyn J. Silas  | Laura Mackie (temporadas 6)                               |
| Sam Slovick       | Cassidy (temporada 4)                                     |
| Bronwyn Thomas    | Michelle (temporadas 1–4)                                 |
| Caryn Ward        | Tina Johnson (temporadas 5–6)                             |

## La serie en España
En España la serie fue estrenada por Televisión española el 20 de febrero de 1983, y alcanzó el favor del público, haciéndose con el premio TP de Oro de aquel año a la mejor serie extranjera.
La serie se emitió de manera semanal respetando la frecuencia de emisión original de la serie los domingos a las 16:05h por T.V.E.-1 entre 1983 y 1986, alternando las primeras cinco temporadas con las de otras series como Autopista hacia el cielo. Ese horario fue un gran acierto, pues muchísimos jóvenes se quedaban en casa a esa hora para ver el episodio de la semana.
La excepción fue en su sexta y última temporada, que se emitió de manera diaria de lunes a viernes a las 15'35h a partir del 21 de agosto de 1987, en una época en la que era costumbre que todos los veranos T.V.E.-1, aprovechando el descanso estival de los estudiantes, emitiese en ese horario series juveniles. Sin embargo, este nuevo horario no fue del todo acertado, pues si bien es verdad que al emitirse los domingos su audiencia juvenil prefería quedarse en casa para ver la serie, en este nuevo horario según las encuestas de aceptación de la época (no había entonces índices de audiencia) eran muchos los niños y adolescentes que estaban con sus padres de vacaciones fuera de su domicilio habitual o bien las pandillas de amigos se marchaban a la playa y la audiencia se vio resentida en esta última emisión de la serie.
Además, al comenzar a emitirse en casi la última semana de agosto, provocó que los últimos episodios se emitieran en la segunda quincena de septiembre, cuando los estudiantes menores de catorce años ya habían comenzado el curso escolar y, salvo los colegios que no tuviesen clase por las tardes, muchos estudiantes de esta edad se quedaron sin poder ver el final de la serie.
Veinte años después, la serie española Un paso adelante, igualmente popular, supuso una suerte de adaptación de Fama en muchas de sus premisas al público español.
En 2008, el programa Fama, ¡a bailar!, ha convertido la serie en reality show.

### Actores de doblaje
| Actor                   | Personaje                 |
| ----------------------- | ------------------------- |
| Ana María Simón         | Lydia Grant               |
| Mari Ángeles Herranz    | Sherwood                  |
| José Ángel Juanes       | Shorosfky                 |
| Carolina Montijano      | Coco Hernández            |
| José Luis Gil           | Leroy                     |
| Juan Antonio Castro     | Leroy (sustitución)       |
| Marisa Marco            | Doris Schwartz            |
| Luis Reina              | Danny Amatulo             |
| Pilar Santigosa         | Julie Miller              |
| Carlos Del Pino         | Bruno                     |
| María Antonia Rodríguez | Holly Laird               |
| Marta García            | Holly Laird (sustitución) |
| José Luis Angulo        | Jesse Velásquez           |
| Laura Palacios          | Dusty                     |
| María Jesús Nieto       | Reggie                    |
| Roberto Martín          | Christopher               |
| Gabriel Jiménez         | Christopher (sustitución) |
| Pedro Sempson           | Dyrenforth                |
| Matilde Conesa          | Sra. Berg                 |
| Pilar Santigosa         | Nicole                    |
| José Carabias           | Dwight Mendenhail         |
| Selica Torcal           | Maxie                     |
| Antonio Esquivias       | Jack                      |
| Carlos Revilla          | Quentin Morloch           |
| Diego Martín            | David Reardon             |

- Datos: Q640994
- Multimedia: Fame (1982 TV series) / Q640994